# Saskia Marka

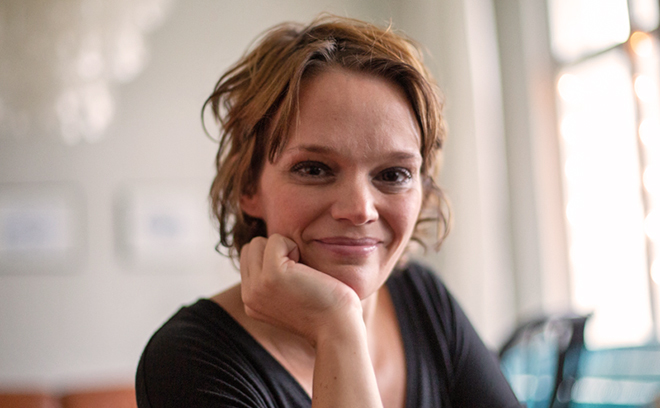
Saskia Marka (2019)

Saskia Marka (* 1975 als Saskia Rüter in Bayreuth) ist eine deutsche Filmtiteldesignerin (Motion-Design). Internationale Bekanntheit erlangte
sie durch ihre Titelsequenzen für die Fernsehserien Das Damengambit, Babylon Berlin, Deutschland 83, 86 und 89.

## Leben und Wirken
Marka studierte Kommunikationsdesign an der Muthesius Kunsthochschule in Kiel. Nach dem dortigen Diplom folgte im Jahr 2000 das Studium Film & TV Design (heute: Motion-Design) an der Filmakademie Baden-Württemberg in Ludwigsburg, welches sie 2003 ebenfalls mit Diplom abschloss.
Seitdem arbeitet Marka selbständig und hat für viele deutsche, europäische und internationale Filme und Fernsehserien die Titelsequenzen (Film), Vorspänne (Serie) und Abspänne entworfen. Des Weiteren war sie auch für das Artwork von Fernsehserien und Filmen verantwortlich.
2010 erhielt Marka für ihr Titeldesign zum deutschen Spielfilm This Is Love als erste deutsche Titeldesignerin das Certificate Of Typographic Excellence des Type Directors Club of New York, welches als höchste internationale Auszeichnung im Bereich Typografie gilt.
Durch ihre Arbeiten für die Serien Das Damengambit (Originaltitel: The Queen’s Gambit), Babylon Berlin, Deutschland 83, 86 und 89 erlangte sie internationale Bekanntheit. Ihre Eröffnungssequenz für die Fernsehserie Deutschland 83 wurde von der US-amerikanischen Website Vulture.com mit zu den zehn besten Vorspännen des Jahres 2015 („The 10 Best TV Opening Credits of 2015“) ausgewählt. Ende 2018 kürte das renommierte Online-Fachmagazin Art Of The Title Markas Titelsequenz für die Fernsehserie Babylon Berlin zur „Titelsequenz Nummer Eins des Jahres 2018“ („number one title sequence of 2018“) und 2019 war sie dafür beim US-amerikanischen Filmfestival SXSW für den Jurypreis SXSW Film Design Award nominiert, den sie 2021 für das Titeldesign zur Serie Das Damengambit gewinnen konnte. Im selben Jahr erhielt Marka bei der 100. Ausgabe der jährlich in New York City stattfindenden ADC Awards die Auszeichnung Bronze Cube für das Titeldesign zu Das Damengambit. Außerdem war sie 2021 mit ihrer Arbeit für Das Damengambit für den US-amerikanischen Fernsehpreis Emmy nominiert.

## Filmografie (Auswahl)

### Titeldesign
- 2007: Zores (Fernsehfilm) – Regie: Anja Jacobs
- 2008: Unschuldig (Fernsehserie) – Regie: Philipp Kadelbach
- 2008: Diese Nacht (Spielfilm) – Regie: Werner Schroeter
- 2008: Friedliche Zeiten (Spielfilm) – Regie: Neele Leana Vollmar
- 2008: Mein Herz in Chile (Fernsehfilm) – Regie: Jörg Grünler
- 2008: I Know You Know (Spielfilm) – Regie: Justin Kerrigan
- 2009: Horst Schlämmer – Isch kandidiere! (Spielfilm) – Regie: Angelo Colagrossi
- 2009: Schwerkraft (Spielfilm) – Regie: Maximilian Erlenwein
- 2009: This Is Love (Spielfilm) – Regie: Matthias Glasner
- 2009: Großstadtrevier (Fernsehserie, Titeldesign seit 2007) – Regie: Diverse RegisseurInnen
- 2009: Parkour (Spielfilm) – Regie: Marc Rensing
- 2010: Cindy liebt mich nicht (Spielfilm) – Regie: Hannah Schweier
- 2010: Outcast (Spielfilm) – Regie: Colm McCarthy
- 2010: Das Leben ist zu lang – Regie: Dani Levy
- 2011: Blaubeerblau (Fernsehfilm) – Regie: Rainer Kaufmann
- 2011: Unter Nachbarn (Spielfilm) – Regie: Stephan Rick
- 2011: The Loneliest Planet (Spielfilm) – Regie: Julia Loktev
- 2012: Gnade – Regie: Matthias Glasner
- 2012: Der Iran Job (The Iran Job) (Dokumentarfilm) – Regie: Till Schauder
- 2012: Invasion (Spielfilm) – Regie: Dito Tsintsadze
- 2012: Das Wochenende (Spielfilm) – Regie: Nina Grosse
- 2012: Für Elise (Spielfilm) – Regie: Wolfgang Dinslage
- 2013: Wolfskinder (Spielfilm) – Regie: Rick Ostermann
- 2014: Vergiss mein Ich (Spielfilm) – Regie: Jan Schomburg
- 2014: Phoenix (Spielfilm) – Regie: Christian Petzold
- 2015: Tatort: Das Haus am Ende der Straße (Fernsehreihe) – Regie: Sebastian Marka
- 2015: Freistatt (Spielfilm) – Regie: Marc Brummund
- 2015: Tatort: Hinter dem Spiegel (Fernsehreihe) – Regie: Sebastian Marka
- 2015: Das Wetter in geschlossenen Räumen – Regie: Isabelle Stever
- 2015: Deutschland 83 (Fernsehserie) – Regie: Edward Berger, Samira Radsi
- 2016: Tatort: Es lebe der Tod (Fernsehreihe) – Regie: Sebastian Marka
- 2016: Vor der Morgenröte (Spielfilm) – Regie: Maria Schrader
- 2016: Tatort: Die Wahrheit (Fernsehreihe) – Regie: Sebastian Marka
- 2018: Deutschland 86 (Fernsehserie) – Regie: Florian Cossen, Arne Feldhusen
- 2018: Tatort: Meta (Fernsehreihe) – Regie: Sebastian Marka
- 2018: Tatort: KI (Fernsehreihe) – Regie: Sebastian Marka
- 2020: Die verlorene Tochter (Miniserie) – Regie: Kai Wessel
- 2020: Deutschland 89 (Fernsehserie) – Regie: Soleen Yusef, Randa Chahoud
- 2020: Das Damengambit (The Queen's Gambit) (Miniserie) – Regie: Scott Frank
- 2021: SOKO Leipzig (Fernsehserie, Titeldesign seit 2017) – Regie: Diverse RegisseurInnen
- 2022: Babylon Berlin (Fernsehserie, Titeldesign seit 2017) – Regie: Henk Handloegten, Tom Tykwer, Achim von Borries
- 2022: Leopard Skin (Fernsehserie) – Regie: Sebastian Gutierrez
- 2023: Liaison (Fernsehserie) – Regie: Stephen Hopkins

## Auszeichnungen
Type Directors Club of New York
- 2010: Certificate Of Typographic Excellence für This Is Love

Beazley Design of the Year
- 2020: Nominierung für den Preis Beazley Design of the Year in der Kategorie Graphics für Babylon Berlin

South by Southwest (SXSW)
- 2019: Nominierung für den SXSW Film Design Award – Excellence in Title Design in der Kategorie Title Design Competition für Babylon Berlin
- 2021: SXSW Film Design Award – Excellence in Title Design in der Kategorie Title Design Competition für Das Damengambit

ADC Awards
- 2021: Preis Bronze Cube in der Kategorie Motion / Film / Title Sequences für Das Damengambit

Primetime Emmy Awards
- 2021: Nominierung für den Primetime Emmy Award for Outstanding Main Title Design bei der Primetime-Emmy-Verleihung 2021 für Das Damengambit